# Dungeon Keeper
Dungeon Keeper é um jogo de estratégia em tempo real lançado para o PC no qual o jogador deve tentar construir e manter uma masmorra enquanto protege ela de "heróis", inimigos controlados pelo computador que tem como intenção roubar as riquezas acumuladas do jogador e matar seus vários monstros. O jogo foi desenvolvido pela Bullfrog Productions sob a liderança de Peter Molyneux, que viria a criar Black & White e Fable em 2001 e 2004 respectivamente. O jogo foi publicado pela Electronic Arts em julho de 1997 nos Estados Unidos. No Brasil o jogo foi publicado pela Tec Toy no mesmo ano.

## Jogabilidade
Dungeon Keeper lembra muito um jogo de estratégia em tempo real: o jogador usa um mouse, representado no jogo por uma mão, para interagir com uma barra de ferramentas no lado esquerdo da tela, permitindo o jogador selecionar quais salas construir e quais magias usar. O jogador pode também usar a "mão" para pegar as criaturas e outros objetos na masmorra e carregá-los pelo mapa, permitindo táticas como um ataque em massa, colocando várias criaturas de uma só vez após um ponto de defesa ter sido feito. O jogador pode ainda usar a mão para esbofetear e interagir com os objetos: criaturas irão acelerar o que estiverem fazendo quando atacadas pelo jogador, galinhas no galinheiro irão explodir e algumas armadilhas irão disparar.
O jogo se passa dentro de ambientes subterrâneos, onde o jogador deve construir sua masmorra. No início de uma partida, o jogador possui somente seu "Dungeon Heart" ("Coração da Masmorra", no literal) que, caso destruído, resultará em derrota automática. Para poder construir novas salas o jogador deve ordenar suas criaturas iniciais, pequenos imps, que realizam todo o trabalho pesado, como cavar, transportar materiais e criar as novas salas, tudo sob as ordens do jogador.
A visão principal do jogo é isométrico, entretanto o jogador pode aproximar a visão, assim como girar o mapa. Existe também a opção de "possuir" uma criatura, permitindo ver a masmorra em primeira-pessoa, assim como usar os ataques e habilidades da criatura possuída. Existe ainda um mini-mapa, no canto superior esquerdo que mostra as divisões das salas e a posição das criaturas.
Cada criatura possui uma afinidade diferente com outras criaturas, inimizades entre si devido a vários fatores, além de preferirem trabalhar em salas diferentes da masmorra. Uma Aranha tem como inimigo natural a Mosca, significando que é bem possível que essas criaturas se ataquem mesmo sendo aliadas. Outra peculiaridade é que a única maneira de adquirir novas criaturas para a masmorra é criando as salas que irão atraí-las, por exemplo, enquanto um Demônio de Bile (Bile Demon, no original) é atraído por um Lar e por um Galinheiro grandes, um Dragão só será atraído caso o jogador possua uma Sala do Tesouro, caso o contrário, a criatura nunca irá se juntar ao jogador.

## Recepção
Dungeon Keeper teve uma recepção em geral positiva, tendo sido a "Escolha dos Editores" no site sobre jogos, GameSpot. Ainda no mesmo site, o jogo ganhou uma pontuação de 9 em 10 () de um total de 1 520 votos de usuários do site, além de ter recebido 9,2 pontos em 10 de quatro críticos. Chris McDonald, que deu ao jogo 93 pontos, disse que "Bullfrog fez um excelente trabalho em imergir [o jogador] no papel do Mestre da Masmorra".
Em um entrevista com Peter Molyneux dada à NowGamer.com, comenta-se que "Dungeon Keeper fundiu o amado das multidões Theme Park, o construtor de mundos Populous e o sangrento Syndicate".

## Continuações
Em novembro de 1997, mesmo ano de lançamento de Dungeon Keeper, a Bullfrog Productions lançou um disco de missões, contendo quinze novas missões individuais e quinze novas missões multi jogadores. Com o nome de Dungeon Keeper: The Deeper Dungeons ("As Masmorras mais Profundas" no literal), a expansão foi produzida e programada por Alex Peters[carece de fontes?] e possuía também alguns gráficos extras, mas nenhuma criatura ou magia nova.
Em 30 de junho de 1999 foi lançado a primeira continuação do jogo, Dungeon Keeper 2. Por não ter sido um conceito novo mas, ao invés disso, apenas a continuação de Dungeon Keeper, o jogo não fez tanto sucesso quanto o original, apesar de ainda ter sido bem recebido pelo público.
Em 8 de fevereiro de 2000 a Bullfrog anunciou que uma nova continuação, Dungeon Keeper 3, estava a caminho mas, mais tarde no mesmo ano, foi anunciado o cancelamento do jogo e disse: "Um terceiro episódio da saga Dungeon Keeper estava a caminho, mas a oportunidade de desenvolver novas propriedades intelectuais em novas plataformas como o PlayStation 2 colocaram DK3 em espera."
Após oito anos sem notícias, no dia 1º de dezembro de 2008, foi anunciado que uma versão online do jogo estaria em produção pela Netdragon Websoft. O jogo ainda está em produção e não há uma data oficial para o lançamento.
(Aqui está o link para o Dungeon Keeper Online, o problema é que só existe a versão em Chinês. https://web.archive.org/web/20131029063200/http://dk.91.com/)